# 博姆莱梅雪
博姆莱梅雪（法語：Baume-les-Messieurs，法語發音：[bom le mesjø]）是法国汝拉省的一个市镇，位于该省中部，属于隆斯勒索涅区。

## 地理
博姆莱梅雪（46°42'28"N, 5°38'54"E）面积13.09 平方千米，位于法国勃艮第-弗朗什-孔泰大區汝拉省，该省份为法国东部内陆省份，北起上索恩省，西北接科多尔省，西临索恩-卢瓦尔省，南至安省，东与杜省和瑞士接壤。
与博姆莱梅雪接壤的市镇（或旧市镇、城区）包括：欧特罗什、拉维尼、塞耶河畔讷维、帕讷西耶尔、佩里尼。

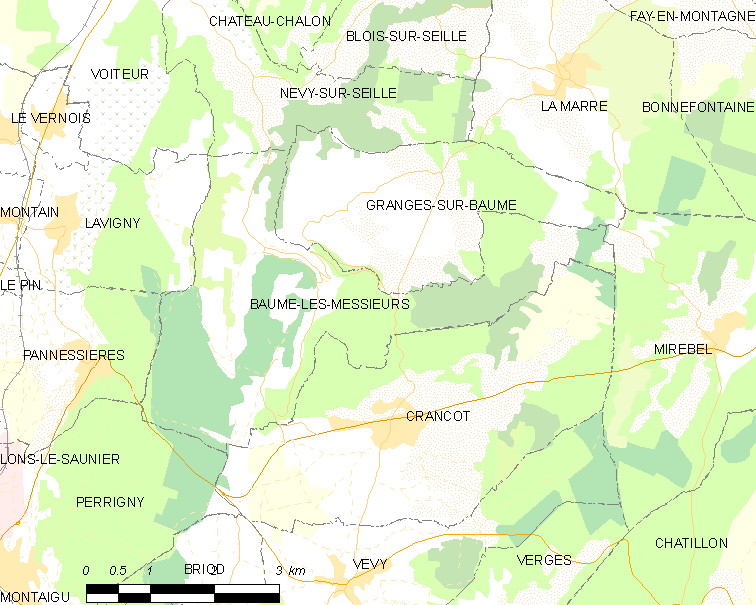
博姆莱梅雪的OSM定位图

博姆莱梅雪的时区为UTC+01:00、UTC+02:00（夏令时）。

## 行政
博姆莱梅雪的邮政编码为39570、39210，INSEE市镇编码为39041。

## 政治
博姆莱梅雪所属的省级选区为波利尼县。

## 人口

1962-2008年间博姆莱梅雪人口变化图示

博姆莱梅雪于2022年1月1日时的人口数量为159人。